# Hans Jüptner von Jonstorff
Hans Jüptner von Jonstorff (Viena, 22 de mayo de 1853 - ibíd. 6 de septiembre de 1941) fue un químico, escritor, y pionero de la metalurgia científica austriaco. Desde los años 1870 a 1874 estudió ciencias naturales y química en la Universidad Técnica de Viena y en la Universidad de Viena. Hizo como voluntario la campaña de 1870-1871 y luego formó parte del Landwehr en el Tirol.
De 1822 a 1902 fue químico jefe y posteriormente ingeniero-jefe de una importante explotación minera de los Alpes orientales. Desde 1902 fue profesor de la Universidad Técnica de Viena, en la que durante tres años fue decano de la Facultad de Ciencias Físicoquímicas, y en años posteriores fue rector.
En agosto de 1914 se puso a disposición del gobierno, y hasta el fin de la Primera Guerra Mundial estuvo en servicio activo.

## Obras
Se le debe una larga serie de obras, casi todas de física y de química aplicada. Entre ellas sobresalen estas obras entre muchas otras:
- Zur Sincherheit des Labens in den Theatern (1882).
- Prakt. Handbuch für Eisenhütten. chemiker (1885).
- Chem.-kalor. Studien über Generatoru. Martinöfen (1888 y 1900).
- Die Heizstoffe und die Wichtigste aus der Wärmelehre (1890).
- Die Untersuch. von Feuerungsaulagen (1891).